# WRC 7
WRC 7 (ou WRC 7: The Official Game) est un jeu vidéo de course développé par Kylotonn Games et édité par Bigben Interactive, prenant place dans le championnat du monde des rallyes 2017.

## Liste des voitures
| Junior WRC      | Ford Fiesta R2 |
| WRC 2           | Citroën DS 3 R5 Ford Fiesta R5 Peugeot 208 T16 Škoda Fabia R5                                                                       |
| WRC             | BMW MINI John Cooper Works WRC Citroën C3 WRC Ford Fiesta RS WRC Hyundai i20 Coupé WRC Toyota Yaris WRC                             |
| Véhicules bonus | Citroën DS 3 WRC (2016) Ford Fiesta RS WRC (2016) Hyundai i20 WRC (2016) Porsche 911 GT3 RS R-GT (DLC) Volkswagen Polo R WRC (2016) |

## Liste des rallyes
13 rallyes sont disponibles dans le jeu:
- Rallye Monte-Carlo
- Rallye de Suède
- Rallye du Mexique
- Rallye d'Argentine
- Rallye du Portugal
- Rallye de Sardaigne
- Tour de Corse
- Rallye de Catalogne
- Rallye de Pologne
- Rallye de Finlande
- Rallye d'Allemagne
- Rallye de Grande-Bretagne
- Rallye d'Australie

## Accueil
- Jeuxvideo.com : 14/20[1]